# Saison 4 de Capitaine Marleau
Chronologie
Saison 3
Cet article présente le guide des épisodes de la quatrième saison de la série télévisée Capitaine Marleau.

## Quatrième saison (2021-)

### Épisode 1:La Cité des âmes en peine
- Suisse : 5 mars 2021 sur RTS Un
- Belgique : 3 avril 2021 sur La Une
- France : 9 avril 2021 sur France 2

- Arnaud Ducret : Alex Weller
- Béatrice Dalle : Alice Le Drouin
- Caroline Proust : Sylvie Lebrun
- Mathieu Madénian : "Pancho" Ronsard
- Astrid Bergès-Frisbey : Eva Sallaberry
- Adrien Dantou : Imanol
- Sophie Mourousi : Lucie Mendieta
- François Hadji-Lazaro : Paco
- Guillaume Duhesme : François Mendieta
- Riwan Belkacemi : Greg
- Victoria Eber : Chloé Le Drouin
- Sylvia Roux : Mme Ferrange, la mère de Greg
- Jean-Yves Lissonnet : le bijoutier
- Pierre Renverseau : Eric, le médecin
- Patrick Hauthier : Lopez
- Romaric Maucoeur : Pierrot, le pêcheur
- Amélie Prevot : la médecin légiste
- Jade Robin : Anna, la jeune poissonnière
- Philippe Grelard : le gardien de carène
- Franck Beckmann : le vigile de la pêcherie

Tournage à partir du 7 septembre 2020 à Royan (Charente-Maritime).
Lors d'une scène où le capitaine Marleau sert une bière à deux personnes, dont le personnage incarné par François Hadji-Lazaro, celle-ci fredonne le refrain de la chanson La Bière des Garçons bouchers, dont François Hadji-Lazaro fut le chanteur. Plus tard, alors qu'il est en garde-à-vue, elle lui demande s'il ne veut pas qu'on lui paie un bar-tabac rue des Martyrs, référence à une chanson de Pigalle (toujours avec François Hadji-Lazaro).
Lors de l'interrogatoire de Sylvie, le capitaine Marleau fait une référence à la série policière Engrenages. Caroline Proust, l'interprète de Sylvie, est également l'interprète d'un des personnages-phares de cette série, le capitaine Laure Berthaud.

### Épisode 2:Deux Vies
- Suisse : 1er juin 2021 sur RTS Un
- Belgique : 10 avril 2021 sur La Une
- France : 22 octobre 2021 sur France 2

- Gustave Kervern : Christophe Lemaire
- Mylène Demongeot : Louise Lemaire
- Pascal Légitimus : Jonathan Le Bihan
- Frédérique Bel : Elodie Le Bihan
- Marina Golovine : Laetitia / Pauline
- Aymeric Demarigny : brigadier Brière
- Riton Liebman : Eric Lemaire
- Maëva Gonzalez : Garance Le Bihan
- Nicolas Vaude : Nicolas Ferrand
- Albert Delpy : Jean-Claude Merle
- Jérôme Huguet : Arnaud Naudin, dit Nono
- Théo Trifard : l'avocat d'Eric
- Hélène Zidi : la juge
- Frédéric Bourgade : le médecin légiste
- Mario Luraschi : Mario

Tournage en novembre 2020 à Brive, Naves et Uzerche en Corrèze.
Marleau dit au personnage de Gustave Kervern qu'on « ne peut pas toujours effacer l'historique ». C'est une référence au film Effacer l'historique, sorti en 2020, où Corinne Masiero joue un des rôles-titres.

### Épisode 3:Claire obscure
- Suisse : 19 octobre 2021 sur RTS Un
- Belgique : 10 octobre 2021 sur La Une
- France : 29 octobre 2021 sur France 2[3]

- Bruno Bénabar : Yannick Murat
- Pascale Arbillot : Maude Duret
- Thierry Hancisse : Pierre-Antoine Duret
- CharlÉlie Couture : Rufus Cordelier
- Nolwenn Leroy : Déborah Fourrier
- Alexis Desseaux : Castel
- François Bureloup : Philippe Bernardet
- Marius Colucci : Oscar Langevin, le médecin légiste
- Liah O'Prey : Claire Duret
- Nino Gamet : Jules Thévenet
- Vincent Bowen : Lucas
- Anna Eisenchteter : Eve
- Samuel Roussel : Fabien
- Delphine Chuillot : la mère de Jules
- Vincent Dubois : le père de Jules
- Ayumi Roux : Oriane
- Bunny Godillot : la colonelle
- Alexis Debieuvre : le joggeur
- Martin Kerautret : Yannick enfant

Le capitaine Marleau enquête sur le meurtre de la jeune Claire, 17 ans. Marleau découvre qu'elle séchait les cours de Yannick Murat, l'un de ses professeurs au lycée agricole, qui entretenait, semble-t-il, des relations ambiguës avec ses élèves.

### Épisode 4:L'Homme qui brûle
- Suisse : 26 octobre 2021 sur RTS Un
- Belgique : 5 mars 2022 sur La Une
- France : 1er avril 2022 sur France 2

- Gérard Darmon : Frédéric Lefranc
- Élie Semoun : Lieutenant Hazarski
- Anne Alvaro : Madeleine Lefranc
- Claire Nebout : Geneviève
- Yara Pilartz : Cordélia Lefranc
- Sélène Assaf : Emeline Lefranc
- Marie Dompnier : Lily Terrier
- Stéphane Rideau : Michaël Terrier
- Adam Celik : Luigi del Pirandello
- Jean-Claude Bolle-Reddat : Jean Pilori
- Agathe Natanson : Anaïs Pilori
- Marius Colucci : Oscar Langevin
- Philippe du Janerand : M. Girardin
- Christine Delaroche : Mme Girardin
- Chloé Astor : Maître Lardi
- Thomas Goudry : l'acteur Othello
- Harold Bultez : le gendarme

### Épisode 5:Morte Saison
- Suisse : 5 avril 2022 sur RTS Un
- Belgique : 2 avril 2022  sur La Une
- France : 8 avril 2022 sur France 2

- Laura Smet : Lana Delaunay
- Christophe Dechavanne : William Perrin
- Anne Suarez : Cathy Delorme
- Stéphan Guérin-Tillié : Vincent Delorme
- Marilyn Lima (orthographié Marylin Lima au générique) : Magali Lenoir
- Aurélien Wiik : Thomas
- Ariane Massenet : Amélie Clevenot
- Béatrice Agenin : Claire Cellier
- Riwan Belkacemi : Bixente Elissade
- Romane Colonna Cesari : Paola
- Sacha Bourdo : le Bulgare
- Thierry Remi : Hervé Guichard
- Agathe Natanson : la juge
- Pascal Lambert : Pierre
- Sébastien Boissavit : le policier municipal
- Loïc Richard : le gendarme à l'accueil
- Fred Heb : le peintre
- Christophe Morillon Herrnberger : le T.I.C.
- Nicolas Ronchi : un invité à la fête
- Hélène Delpy : une invitée à la fête
- Ramuntxo Sallaberry : le pompier

### Épisode 6:Le Prix à payer
- Suisse : 15 décembre 2022 sur RTS Un
- Belgique : 8 octobre 2022 sur La Une
- France : 16 décembre 2022 sur France 2

- Catherine Frot : Florence Rougier
- Valérie Donzelli : Christine de Menneval
- Bruno Todeschini : Daniel de Menneval
- Jean-François Balmer : Jean Garcin
- Emmanuel Salinger : Olivier Garcin
- Antoine Ferron : Lieutenant Louis Desprez
- Luigi Kröner : Romain Rougier
- Melan Omerta : Erwan
- Bernard Montiel : le médecin légiste
- Vincent Deniard : Eric Montaron
- Caroline Bento : Nora
- Maxence Vandevelde : le serveur du bar de l'hôtel
- Etienne Pietri : un technicien ENGIE
- Adou Kahn : un technicien ENGIE
- Maxime Dulice : le gendarme
- Yvan Forestier : le pêcheur

Tournage du 15 février 2022 au 6 mars 2022 en Haute-Vienne (Limoges, Rancon, Coussac-Bonneval),. 
Dans une de ses répliques, Marleau se moque du médecin légiste, incarné par Bernard Montiel, en lui disant « Tu regarderais pas un peu trop Vidéo Gag ? ». Il s'agit d'un clin d'œil à l'émission humoristique présentée justement dans les années 1980-1990 par Bernard Montiel.
S'adressant à Christine et Daniel de Menneval, Marleau les appelle "Marguerite et Julien" en référence au film réalisé par Valérie Donzelli.

### Épisode 7:La Der des der
- Suisse :  sur RTS Un
- Belgique : 17 décembre 2022 sur La Une
- France : 17 mars 2023 sur France 2

- Yvan Attal : Paul Vignelli
- Amira Casar : Hélène Riva
- Robert Bensimon : Philippe Wagner
- Alice de Lencquesaing : Lucie
- Marius Colucci : Oscar Langevin
- Anna Biolay[12] : Elena Vignelli
- Maxence Perrin : Stan Wagner
- Laurent Gamelon : Berthier
- Michaël Abiteboul : Gerfaut, l'antiquaire
- Eugénie Grimbalt : la jeune gendarme
- Pierre-Emmanuel Parlato : l'avocat de Berthier
- Rémy Giordano : l'expert en balistique
- Kenza Fairouze : Clara Riva
- Raphaël Caraty : le kiné
- Frédéric Merlo : Roland, la sentinelle
- Aymeric Cormerais : le conducteur

Tournage à partir du 2 mai 2022 dans les Yvelines (Galluis, Limay), l'Essonne (Dourdan, Wissous), les Hauts-de-Seine (Sceaux) et au tribunal de Pontoise (Val-d'Oise).

### Épisode 8:Follie's
- Suisse :  sur RTS Un
- Belgique : 7 janvier 2023 sur La Une
- France : 1er septembre 2023 sur France 2

- Catherine Ringer : Madame Rosa
- Samuel Mercer : Vincent Schoeffler
- Maxime d'Aboville : Cdt Duchesne
- Blanca Li : Delphine
- Zahia Dehar : Sunlight (Sylvie Maupré)
- François Bureloup : Armand Chevillard
- Sasha Hekimian : Melissa Poisson
- Jimmy Woha-Woha : Alain
- Michel Fau : Claude
- Catherine Lara : elle-même (caméo)
- Abdelkader Abou El Hassen : Jérémy Boone
- Xavier Alcan : Hubert Fontana
- Emmanuelle Bach : Nicole Chevillard
- Amina Annabi : Brigitte Maupré
- Éric Tiboy : Samy Bernard dit « Samy la Cavale »
- Jean-Claude Lecas : Philippe Bertin
- Dominique Daguier : docteur Aknine
- Boris Sirven : gendarme
- Romain Ogerau : officier
- Luc Piat : officier
- Virgile Pellerin : chanteur

À 1 h 50 min 48 s, la capitaine Marleau dit : « Non, c'est la jalousie. Faites gaffe, elle vous crèvera le cœur. » C'est une référence au titre des Rita Mitsouko « Jalousie » de 1984 qui commence par cette phrase : « La jalousie te crèvera le cœur ».

### Épisode 9:Héros malgré lui
- Suisse : 14 mars 2023 sur RTS Un
- Belgique : 8 avril 2023 sur La Une
- France : 5 avril 2024 sur France 2

- Éric Elmosnino : Serge Duprat
- Déborah François : Julia Alberti
- Marisa Borini : Lucie Duprat
- Pierre Rochefort : Marc Berard
- Assa Sylla : Victoire Tauzin
- Eva Carmen Jarriau : Elise Prévost
- Laurent Grevill : Jean-Pierre Valas
- Romane Colonna Cesari : Manon Valas
- Jacques Bachelier : Luc Caudron
- Xavier Mathieu : Gilles Favre
- Johann Cuny : Romain Rivière
- Ilian Bergala : Cyril Duprat
- Denis Germain : Maître Bedouet
- Fabrice Colombero : conducteur poubelles
- Loïc Guingand : Sébastien Massot
- Cédric Marschal : conducteur cérémonie
- Sébastien Kanmacher : musicien orchestre
- Murielle Schreiber : musicienne orchestre

Tournage du 20 septembre 2022 au 7 octobre 2022 dans le Bas-Rhin et les Vosges.

### Épisode 10:Grand Hôtel
- Suisse : 19 septembre 2023 sur RTS Un
- Belgique : 9 décembre 2023 sur La Une
- France : 12 avril 2024 sur France 2

- Patrick Timsit : Simon Cappa
- Lucien Jean-Baptiste : M. Mansour
- Rod Paradot : Martin Pierre
- Nicolas Vaude : Juge Gauthier
- Jérôme Le Banner : Franck
- Mireille Perrier : Françoise Dulac
- Max Baissette de Malglaive : Simon junior
- Camille Yolaine : Laura Cappa
- Nino Kirtadzé : Olga
- Léon Bonnaffé : Eddy
- Maria Machado : Danièle Dulac
- Dany Brillant : Ludo
- Patrice Thibaud : Docteur Gentil
- Emilie Piponnier : Valeria Cappa
- Walter Shnorkell : le patibulaire
- Louise Rossignon : femme de chambre
- Alexandre Cordier : T.I.C.
- Raphaël Caraty : le client
- Jean-Pascal Abribat : le paysan

### Épisode 11:À contre-courant
- Suisse :  sur RTS Un
- Belgique : 30 mars 2024 sur La Une
- France : 11 octobre 2024 sur France 2

- David Hallyday : Grégoire Lançon
- Romane Bohringer : Florence
- Olivier de Benoist : Max
- Liah O'Prey : Carla, la fille de Florence et Max
- Saïda Jawad : Leïla
- Nicolas Carpentier : Tanguy Guillou
- Cyrille Thouvenin : Micka Gourvennec
- Riwan Belkacemi : Hakim, l’Adjudant de la Gendarmerie
- Jérôme Deschamps : Charles Le Tallec
- Astrid Bergès-Frisbey : Zoé, la petite-fille de Charles Le Tallec
- Julien Cottereau : Elias Giraud
- Maxence Vandevelde : Simon, le photographe
- Aurélie Verillon : La Major Bellac, de la Gendarmerie
- Ludovic Hervé : Le technicien du palan
- Benoit Philippe : L’instructeur de kitesurf
- Pascal Delmaire-Sizes : Un gendarme
- Vincent Faurie : Le gendarme pilote zodiac

### Épisode 12:L'Ami français
- Suisse : 5 janvier 2024 sur RTS Un
- Belgique : 14 septembre 2024 sur La Une
- France :  16 mai 2025 sur France 2

- Christopher Bayemi : Joseph Nyandoro
- Bernie Bonvoisin : Antoine Valera
- Éric Caravaca : Capitaine Donnadieu
- Jonathan Lambert : Stéphane Lesueur
- Irène Jacob : Elisa Rudel
- Jérôme Kircher : Josselin Gramont
- Inna Modja : Inissa
- Marie-Julie Baup : Marie-Ange
- Elan Ben Ali : Amadamo, le cuisinier
- Roland Menou : Van Doren
- Lucas Mortier : Gendarme Meunier
- Kevin Duforest : collègue Donnadieu
- Gina Gomès : Aloya
- Claude-Alexandre Eclar : majordome entrée château
- Aidan Le Groumellec : Byron
- Félix Bossuet : Albin
- Laurent Pons, Thierry Sauzé, Martin Boquiem, Youri Lauriette : villageois
- Mohamed Dioubate, Amadou Bangoura, Daniel Amozig, Christophe Querry, Léa Firouzi Firouzkouhi, Moïse Dieuledit Wandja : musiciens

### Épisode 13:Le secret d'Alba
- Suisse : 8 mars 2024 sur RTS Un
- Belgique : 2 novembre 2024 sur La Une
- France : 29 août 2025 sur France 2

- Catherine Hiegel : Alba de Bernac
- Philippe Bas : Martin de Bernac
- Antoine Gouy : Romain Paulin
- Philippe Magnan : Anselme Mezler
- Florence Thomassin : Jeanne Oberson
- Marc Ruchmann : Eloi Solana
- Laura Del Sol : Consuelo Solana
- Jeanne Hurt : Elsa Solana
- Arturo Giusi-Périer : Bernard Sire
- Edéa Darcque : Mariette Tcheter
- Aurélie Vérillon : Linda Rancoule
- Denis Mpunga : Docteur Kouma
- Benjamin Baffie : Swan Punk
- Christian Fabrice Sigaux : Gégé
- Gaspard Ingrato : Jean-Pierre
- Christian Llinares : Fifi
- Hervé Gaboriau : Maître Houle
- Camille Lebreton : Claire, future mariée

### Épisode 14:La7edanse
- Suisse :  sur RTS Un
- Belgique : 25 janvier 2025 sur La Une
- France : 9 mai 2025 sur France 2

- Emilie Dequenne : Véronique Rémonville
- Grégoire Bonnet : Alexandre Rémonville
- Christopher Thompson : Luc Rémonville
- Jean Benguigui : Jacques Chastaing
- Aurélie Vérillon : Elodie
- Rod Paradot : Momo Cattan
- Juliette Chappey : Zoé
- Aminthe Audiard : Bérénice Rémonville
- Caroline Margeridon : Carmen
- Anaïs Croze : Marjorie
- Michel Ferracci : Daniel
- Jean-Claude Bolle-Reddat : Paul Dubois
- Melvin Hazout, Pauline Dusage : festivaliers
- Cédric Michel : proviseur

### Épisode 15:L'Amiral
- Suisse :  sur RTS Un
- Belgique : 5 avril 2025 sur La Une
- France :  sur France 2

- Jacques Bonnaffé : Gabin Vauthier
- Lorànt Deutsch : Bérot
- Jacques Spiesser : Franck Galeron
- Cristiana Reali : Lili Vauthier
- Laure Marsac : Clara Santini
- Marcel Thompson : Thomas Galeron
- Alice Cornillac : Anne
- Léon Vitale : Julien Dupraz
- Jérémy Barriere : Jean
- Wesley Leggieri : Socrate
- Thomas Bettencourt : Capparos

### Épisode 16:Compagnon
- Suisse :  sur RTS Un
- Belgique :  sur La Une
- France :  sur France 2

- Thierry Frémont : Bruno Faulot
- Fleur Fitoussi : Maëlle
- Nathalie Cerda : Mimi
- Andranic Manet : Stanislas Breuil
- Helena Noguerra : Sandra
- Tom Rey : Corentin
- Pierre Pfauwadel : Antoine
- Eric Bougnon : Yoann Bertin
- Alexis Desseaux : Louis Dubroux
- Richard Sammut : Aubin Girard
- Abdelkader Abou El Hassen : Malik